# 日本クリケット協会
一般社団法人日本クリケット協会（にほんクリケットきょうかい、英: Japan Cricket Association、略称：JCA）は、国際クリケット評議会に加盟する日本におけるクリケットの国内競技連盟。2001年に特定非営利活動法人となった。本部は栃木県佐野市にある。

## 概要
- 沿革
  - 1984年任意団体として設立
  - 2001年12月に特定非営利活動法人化
  - 2018年に一般社団法人化
- 本部所在地は栃木県佐野市に置かれている[1]。

## 日本クリケット協会主催の公式戦
- ジャパンカップ
- 日本女子トーナメント
- 日本プレミアリーグ
- 日本クリケットリーグ（旧・日本ワンデイクリケット選手権(J1C)）
- 日本女子クリケットリーグ

## 「クリケットのまち」事業
日本クリケット協会では、自治体や民間企業と連携し、各地域の拠点づくりに取り組んでいる。2017年現在の「クリケットのまち」は以下の通り。
- 栃木県佐野市 - 北関東地域
- 東京都昭島市 - 西関東地域
- 千葉県山武市 - 東関東地域
- 静岡県富士市 - 東海地域
- 静岡県浜松市 - 東海地域
- 大阪府貝塚市 - 関西地域

## 加盟団体
- レクリエーショナルクリケット協会
- 関東学生クリケット連盟

## 地域協会
- 北海道クリケット協会
- 東北クリケット協会
- 北関東クリケット協会
- 東関東クリケット協会
- 西関東クリケット協会
- 南関東クリケット協会
- 北信越クリケット協会
- 東海クリケット協会
- 関西クリケット協会
- 九州クリケット協会